# Orinoco II
El Orinoco II es un subfusil desarrollado en Venezuela por la Compañía Anónima Venezolana de Industrias Militares (CAVIM). Fue el resultado de la evolución del subfusil Orinoco, el cual fue diseñado entre 1982 y 1983 para uso policial y militar con un diseño basado en el Uzi israelí.
Como el Orinoco I, el Orinoco II nunca pasó la etapa de prototipo debido a múltiples problemas de construcción, que incluyó la poca viabilidad económica debido a la necesidad de construir piezas en el extranjero. Finalmente el proyecto se detuvo al no poder competir con el precio de armas de fabricación foránea y desapareció por completo a mediado de los años 1980.
Debido al embargo de armamentos aplicado por los EE. UU. a Venezuela, el presidente Hugo Chávez ordenó a CAVIM desempolvar el desarrollo del Orinoco II para reducir la dependencia de las fuerzas de seguridad venezolana de la importación de armamento.
En 2005, el presidente de CAVIM, General de División Gustavo Alberto Ochoa Méndez, declaró a El Universal que en el primer trimestre de 2007 la empresa lanzaría al mercado tanto el Orinoco II, como la Pistola Zamorana y el revólver RRR (Rápida Respuesta Revolucionaria). Según Ochoa, quien mostró prototipos del arma, uno de los objetivos era colocar la nueva versión del Orinoco II en el mercado.